# Türkménbasi nemzetközi repülőtér
A Türkménbasi nemzetközi repülőtér (IATA: KRW, ICAO: UTAK) Türkmenisztán egyik nemzetközi repülőtere, amely Türkmenbaşy közelében található. 

## Futópályák
A repülőtér futópályái:
- 16R/34L (3500 m, beton)
- 16L/34R (2500 m, beton)

## Forgalom
Az utasforgalom az elmúlt években az alábbi módon változott:

## Légitársaságok és úticélok
2023-ban a Türkménbasi nemzetközi repülőtérről az alábbi járatok indulnak:

### Személy
| Légitársaság          | Célállomások                                 |
| --------------------- | -------------------------------------------- |
| Belavia               | Minsk                                        |
| Turkmenistan Airlines | Aşgabat, Daşoguz, Erzurum, Mary, Türkmenabat |

### Cargo
| Légitársaság          | Célállomások            |
| --------------------- | ----------------------- |
| Turkmenistan Airlines | Ashgabat, Daşoguz, Mary |